# Das Heimweh
Das Heimweh ist der bedeutendste Roman von Johann Heinrich Jung-Stilling. Er erschien in vier Bänden 1794, 1794, 1795 und 1796.

## Inhalt

### Erster Band
Christian erzählt seinen Eltern des Pfarrers Predigt vom heiligen Heimweh, die ihn beeindruckte. Der Vater führt ihn zu einem Geist in einer Felsruine, der ihn nach siebentägiger Kontemplation zum Kreuzritter salbt, und schickt ihn mit Nachbarssohn Hans Ehrlich gen Osten. In der ersten Herberge erhält er von einem grauen Mann den Auftrag, der armen Witwe Geroldin Geld zu bringen, die von einem korrupten Amtmann bedrängt wird. Danach findet er seine künftige Braut als Bauerntochter mit Totengesicht. Der Felsenmann salbt ihm die Augen, da erkennt er im Sonnenaufgang ihre Schönheit.
In Frankfurt wird Christian von Lichtenberg aufgenommen und wohnt frommen Lesungen bei. Im nächsten Wirtshaus trifft er die Witwe mit dem Hauptmann aus der ersten Herberge wieder. Sie haben geheiratet und erzählen, wie der Amtmann vom grauen Mann gerichtet wurde. Auf dem Weg nach Augsburg lässt sich Christian eine Abkürzung zeigen, wodurch er sich verirrt. Die Schlossherrin von Eitelburg verführt ihn mit ihrer Tochter zum Bleiben, bis die Felsenmänner kommen und ihm die sündige Hässlichkeit unter den Kostümen vorführen. Der reuevolle Christian wohnt in einem Dorf dem Ableben eines frommen Pfarrers bei. In Augsburg ist er erst verloren, dann trifft er Forscher. Der studiert mit ihm und zeigt ihm sein physiognomisches Kabinett, das alle menschlichen Charaktere in ihren verschiedenen Ausprägungen zeigt. Beim Abschiedsessen kommt ein Morgenländer und weist allen ihre weitere Route.
Christian und Hans begegnen in einer Schmiede einem Kapuziner, der sie vor umstehenden Katholiken in Schutz nimmt, als sie als Protestanten Jesus nicht Gott nennen. Eine Tischgesellschaft erzählt Christian, die Gesalbten würden irregeführt, und empfiehlt ihm Frau von Traun. Doch der Morgenländer kommt als Bauer verkleidet zur dortigen Abendgesellschaft und besiegt einen hochnäsigen Redner im Diskurs. Christian macht es ihm bei der nächsten Tischgesellschaft nach. Ein Kapuziner führt ihn zu einem seltsamen Ritual. Christian begegnet einer verarmten Witwe, der er über den erstgenannten Kapuziner Hilfe zukommen lässt. Dann lädt ihn ein Katholik zu einer Gesellschaft aufs Land, wo man ihm mit einer Geistererscheinung weismachen will, dass er mit einer jungen Frau nach Italien reisen soll. Christian widersteht und bekommt vom Morgenländer, der sich als sein Schwager offenbart, seinen weiteren Weg gezeigt.
In Ungarn treffen Christian und Hans eine verarmte Protestantenfamilie, der er Hilfe schickt. Einer Einladung aufs Land widerstehen sie zwar, doch werden sie auf Gräfin Nischlins Burg entführt. Christian leidet passiv alles, womit sie ihn verführen will, Wein, erotische Gemälde, Bälle, und findet eine Stimme in der Wand, die ihm den Rücken stärkt. Als er Nischlin aus seinem Zimmer wirft, lässt sie ihn zu Herrn Sapientia bringen. Der gibt vor, ihn zu unterstützen und Alchemie zu verstehen. Er lässt ihn sieben Tage fasten und zeigt ihm dann Kunststücke, doch Christian durchschaut deren Nichtigkeit und reist ab. Ihr Führer liefert sie Räubern aus.

### Zweyter Band
Die Räuber bringen Eugenius und Trevernau, der ihn für sein Selbstmitleid tadelt, nach Konstantinopel. Der Morgenländer kauft sie frei und schifft mit ihnen nach Smyrna, wo Hans und Trevernau bei Forscher bleiben. Stilling schickt er mit Kaufmann Macarius nach Alexandrien. Der versucht unterwegs, ihn unter Todesdrohung zum Islam zu bekehren, was sich aber als Prüfung von Eugenius' Standfestigkeit herausstellt. In Rahmanije entführen ihn Reiter zu Emir Abukar, wo er unter rauen Leuten Hausvogt wird.
Nach einem dreiviertel Jahr bringen ihn Abukar und sein Bruder zu Merck, der ihn in Luxor eine verwitterte Tafel entziffern lässt, um den Geheimgang in eine Pyramide in Memphis zu finden. Dort belehren ihn drei Felsenmänner, die sich als sein Vater, Basilius und Merck herausstellen, darüber dass die Begriffe Raum und Zeit sich auf geistige Fragen nicht beziehen lassen. Weiter muss er einen Fluss in das Totenlabyrinth hinabfahren und lernt über Gut und Böse, zuletzt, nach einem simulierten Mordanschlag, über den Gegensatz zwischen sinnlichem und sittlichem Prinzip. Man weiht ihn zum Hauptmann.
Eugenius und der neue Eingeweihte Weißenau reisen in Begleitung der Emire, die jetzt Christen werden, über Kalira und deren Lager am Roten Meer zum Katharinenkloster zwischen den Bergen Sinai und Horeb. Dort lehrt sie Gottfried den Wahrheitsbeweis der Schrift, die Notwendigkeit und Eigenschaft göttlicher Offenbarung und warum das Sittengesetz als Mensch kommen musste. Sie werden Priester. Auf dem Weg zum Kloster Canobin auf dem Berg Libanon nimmt sie M. de Bellefond gefangen, lässt sie darben und zeigt Uranias Maske vor. Theodor befreit sie, Schüler berichtet auch von Uranias Befreiung, als nämlich die Franzosen ihre Schönheit erkannten. Eugenius und Urania heiraten in Jerusalem unter einer alten Kirche.

### Dritter Band
Der Trauung folgt eine geheime Ratssitzung, wonach der graue Mann wieder nach Westen reist, die anderen zum Kloster Canobin am Berg Libanon. Sie treffen Timotheus und finden zwei Einsiedler, die aufs Weltende warten. Theodor geht. Die zwei Emire verlassen Eugenius nicht mehr und retten sie vor Räubern. Ein Brief vom Regenten lässt sie lagern, wo sich das Volk der Parsen anschließt und ein weitgereister Deutscher.
In Bockhara treffen sie Theodosius und Gregorius. Auf einem Fest sind die Emire gerührt, dass sie ohne weiteres mit Abendmahl halten und die Fahne mit dem heiligen Lamm küssen dürfen. Eugenius wird nachts plötzlich abberufen, um auf Führungsstärke geprüft zu werden. Er antwortet auf die Frage nach der Pressefreiheit mit vier essentiellen Punkten, die glauben muss, wer lehren will. Er rückt auch nicht davon ab, als man ihm mitteilt, er habe nicht bestanden und ihn nach Afrika schicken will. So wird er vom Vizeregenten in Kenntnis, Festigkeit und Uneigennützigkeit bewährt gefunden. Die anderen hören inzwischen orientalische Geschichten von Abukar.

### Vierter Band
Sie ziehen von Samarkand südwärts, Elias führt sie mit einer Karte durchs Gebirge nach Solyma. Eugenius erlässt Gesetze zur Aufteilung und Nutzung des Landes. Inzwischen stoßen Lichtenberg, Hildesheimer und die Witwe Gerold mit ihrem Mann und ihrem Pfarrer dazu. Eugenius pilgert zum Paracleten, der ihn anweist, Kirchenlehrer zu berufen und alle Wissenschaften an die Religionslehre zu binden.
Zur Auswahl der Geistlichen dient erneut die Preisfrage, wie allein die menschliche Sittlichkeit zu entwickeln ist. Nach einer Tragödie um zwei junge Menschen, die ihre Wollust als St. Sophia und Jesus verklärten, folgt ein Kontrollsystem der Lehrinhalte. Burg und Tempel werden gebaut, Geld und Medizinalwesen eingeführt. Adept Eulalius, der letzterem vorsteht, führt das Paar, das durch die Tragödie getrennt wurde, wieder zusammen.
Das arme Protestantenpaar aus Ungarn trifft ein. Zum Eröffnungskonzert der Wohlfahrtsorden kommt der Paraclet. Bei einer Bergexpedition an der Ostgrenze wird ein Geheimgang für eine Invasion entdeckt. Dahinter steckt eine Geheimgesellschaft mit eigenem Sittengesetz, Aufklärung und Demokratie. Die 1200 Mitglieder sollen nach dem Urteil aller Hausväter teils verbannt werden, zeigen sich aber so solidarisch in der Reue, dass man sie begnadigt.
Eugenius erlässt eine Verordnung gegen Luxus. Eine betrügerische Rosenkreuzergesellschaft wird aufgedeckt, die Mitglieder entschuldet.
Der Autor beschreibt seine Visionen während des Schreibens, hängt den Brief und Hirtenbrief aus Europa an und gibt im Nachwort ein Gleichnis von einer verdammten Stadt.